# پتینا
پتینا (به ایتالیایی: Petina) یک کومونه در ایتالیا است که در استان سالرنو واقع شده‌است.

## خصوصیات
پتینا ۳۵٫۰۹ کیلومترمربع مساحت و ۱٬۲۲۷ نفر جمعیت دارد و ۶۴۹ متر بالاتر از سطح دریا واقع شده‌است.